# Landsdelsscene
Landsdelsscene er en betegnelse, der anvendes om de tre største teatre uden for København; Odense Teater, Aarhus Teater og Aalborg Teater. 
De tre teatre er forpligtet til at spille et bredt repertoire, men skal også lave teater af mere eksperimenterende og smal karakter. Fælles for teatrene er, at de ofte supplerer deres faste ensemble med gæsteskuespillere. Før strukturreformens ikrafttræden i 2007 modtog landsdelsscenerne tilskud fra amter og kommuner, men siden 2007 har tilskuddet udelukkende været statsligt.
Det nuværende Københavns Teater har tidligere heddet Den Storkøbenhavnske Landsdelsscene.